# Варвейк, Валентин
Валентин Варвейк (нидерл. Valentin Vaerwyck, 3 марта 1882, Гент — 27 ноября 1959, там же) — бельгийский архитектор и реставратор первой половины XX века. В своих работах сочетал неоисторизм (элементы неоренессанса) с элементами и эстетикой ар-деко.

## Биография
Отец — архитектор Хенрикус Леопольдус Варвейк (нидерл. Henricus Leopoldus Vaerwyck). Валентин Варвейк учился в Школе Святого Луки в Генте (католическая художественная школа, тесно связанная с неоготическим движением) и стажировался у гентского архитектора Стефана Мортье. В начале карьеры работал вместе с отцом.
После 1900 года Валентин Варвейк принимал участие в различных архитектурных конкурсах. Его первым крупным самостоятельным проектом стала реставрация беффруа Гента в 1911—1913 годах. Фактически над средневековой башне было надстроено новое завершение.
На Всемирной выставке в Генте в 1913 году Варвейк был автором двух «городков»: «Старой Фландрии» (нидерл. Oud Vlaenderen, павильоны в стиле старой фламандской архитектуры) и «Современной деревни» (нидерл. Modern Drop, образцы современной сельской архитектуры).
После Первой Мировой войны в 1920 году Варвейк стал членом Совещательного комитета по архитектуре (фр. Comité Consultatif d’Architecture, орган, занимавшийся вопросом восстановления военных разрушений). В 1920 году он стал членом-корреспондентом Королевской комиссии монументов и ландшафтов ((фр. Commission Royale des Monumets et des Sites, совещательный орган, занимавшийся охраной памятников истории), в 1934 году — полноправным членом, в 1951 году — вице-председателем комиссии.
Между 1920 и 1925 годами Варвейк занимался реставрацией ратуш и церквей в разных городах Фландрии. Кроме того, тогда же по его проектам было построено несколько новых ратуш и церквей, например ратуша Зомергема и несколько церквей на южной окраине Гента, том числе в районе «Миллионка» (нидерл. Miljoenenkwartier), созданном на территориях, где в 1913 году проходила Всемирная выставка. Самый значительный проект, созданный им в этом время — Дворец правосудия в Дендермонде.
Между 1923 и 1947 годами Варвейк выполнил работал над многими частными заказами, в основном — коттеджами на бельгийском побережье. Также был автором типового проекта дешёвого жилья, представленного на выставке в Генте в 1929 году, и автором проектов районов-садов в гентских пригородах Синт-Амандсберг, Остаккер и Мерелбеке, которые были основаны на его типовом проекте.
Был кавалером Ордена Короны. Похоронен на кладбище Кампо-Санто в Генте. Сам спроектировал памятник для своей могилы.

## Награды
- Орден Короны (1927)
- Гран-При пластических искусств (1936)

## Галерея

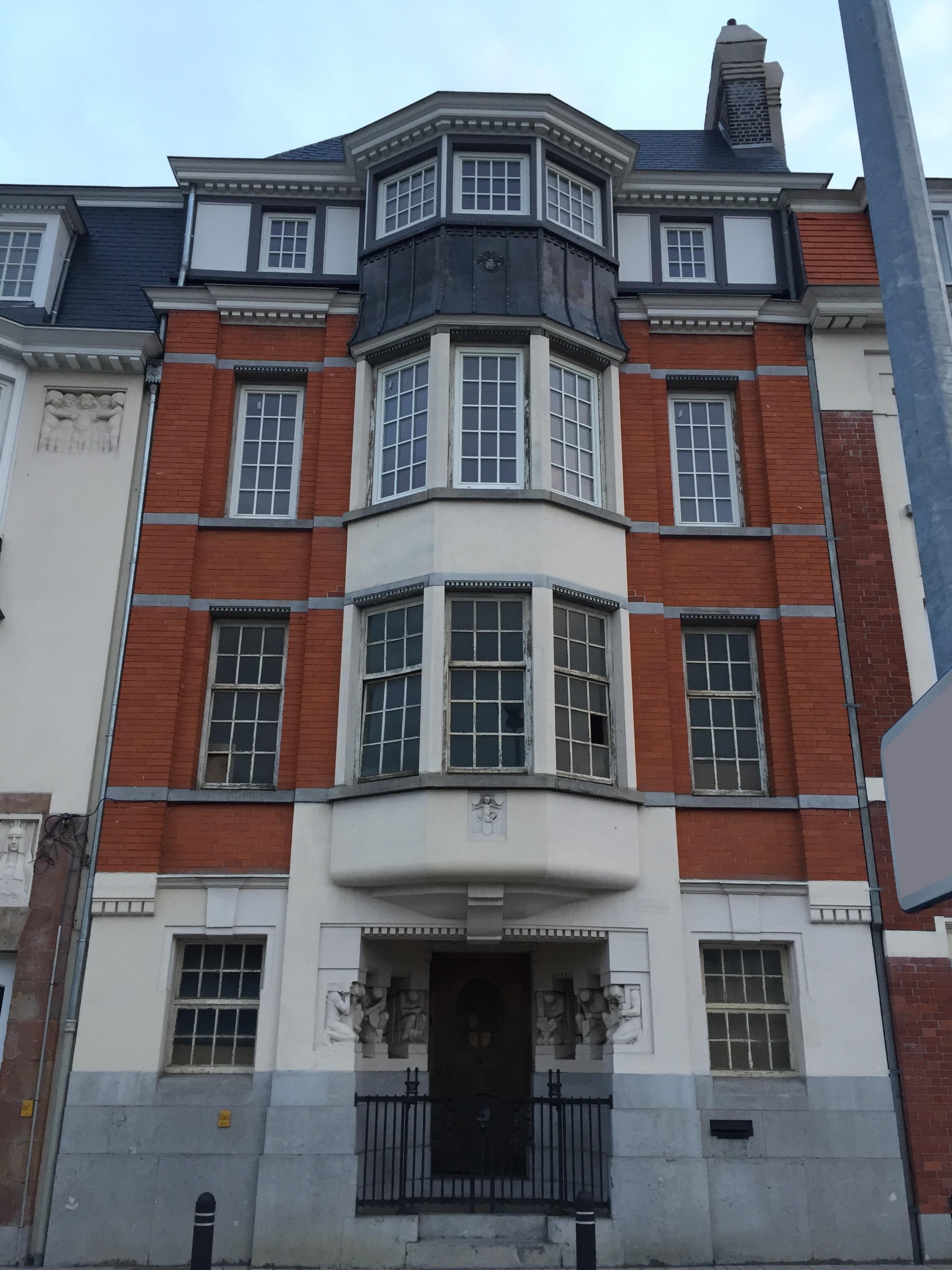
Собственный дом "Eigen Heerd" (свой очаг) в Генте, 1914
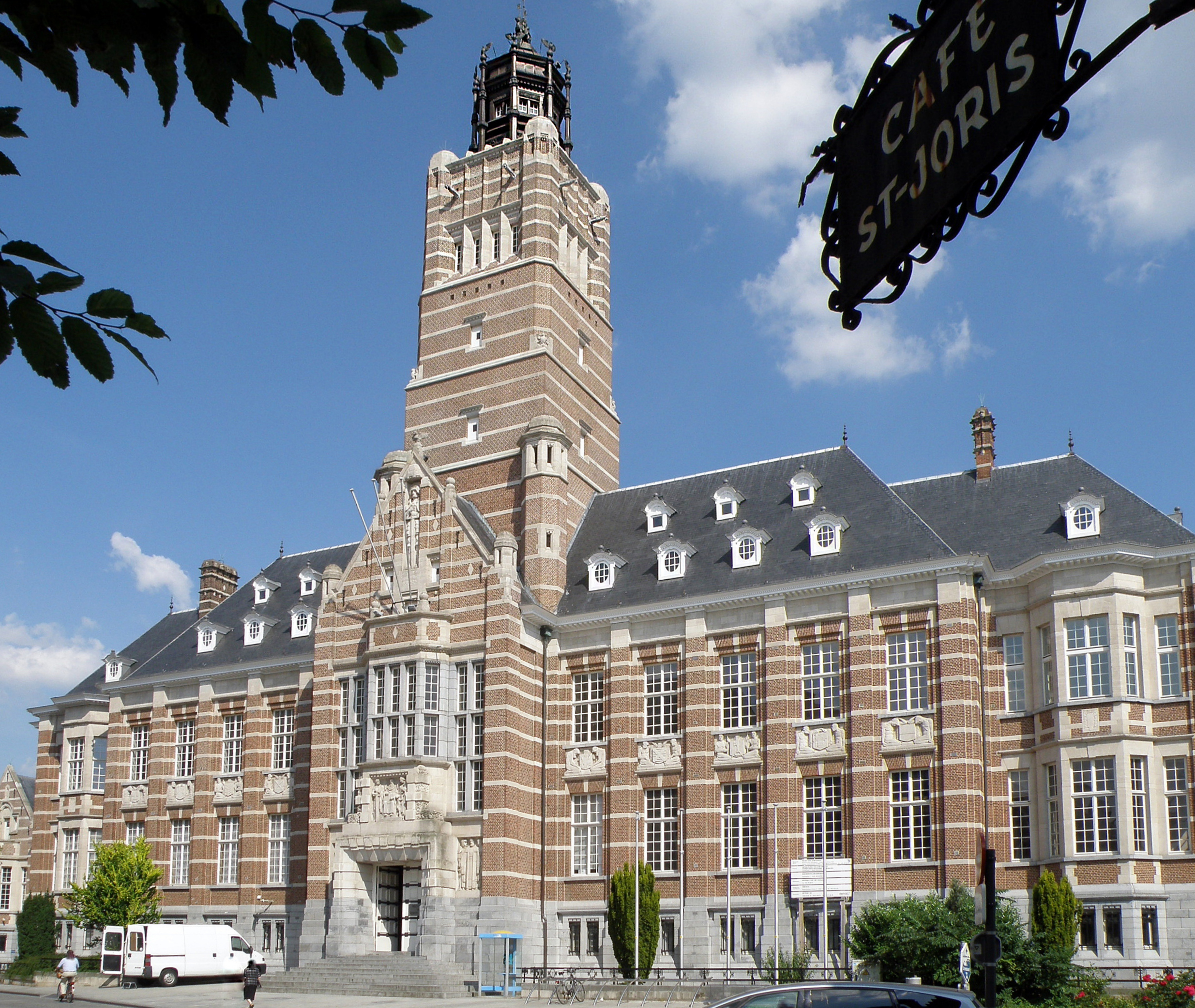
Дворец Правосудия в Дендермонде, 1924
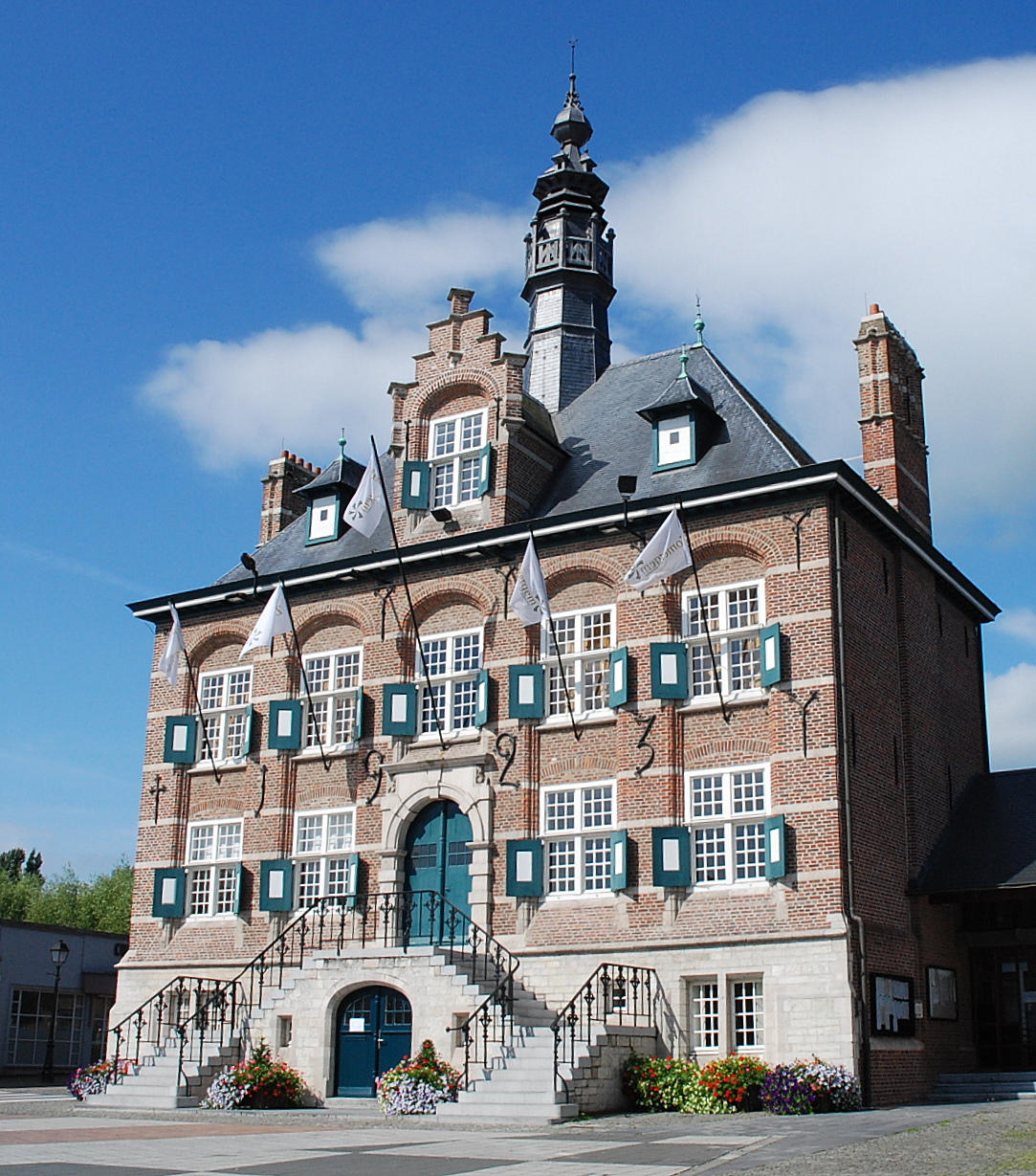
Ратуша в Зомергеме, 1923